# Comment tuer l'amant de sa femme quand on a été élevé comme moi dans la tradition
 (juin 2024).
Si vous disposez d'ouvrages ou d'articles de référence ou si vous connaissez des sites web de qualité traitant du thème abordé ici, merci de compléter l'article en donnant les références utiles à sa vérifiabilité et en les liant à la section « Notes et références ».
Pistes de J'arrive
Regarde bien, petit L'Éclusier
Comment tuer l'amant de sa femme quand on a été élevé comme moi dans la tradition est une chanson de Jacques Brel parue en 1968 sur l'album J'arrive.

## La chanson
Composé par Gérard Jouannest, Comment tuer l'amant de sa femme quand on a été élevé comme moi dans la tradition s'inscrit parmi les chansons comiques de son auteur interprète Jacques Brel,.
Comment tuer l'amant de sa femme, 

Quand on a été comme moi élevé dans les traditions ? 

Comment tuer l'amant de sa femme, 

Quand on a été comme moi élevé dans la religion ?
Interrogations qui reviennent en leitmotiv dans les pensées du mari victime de l'adultère de son épouse. À cela s'ajoute l'inventaire des différentes méthodes à adopter pour y parvenir (...), toutes avortées par les considérations morales qui l'interdisent (d'autant que l'on tient à préserver sa réputation), quand ce n'est pas tout simplement par lâcheté :
Y a l'arsenic ouais mais c'est trop long, 

Il y a le revolver mais c'est trop court, 

Y a l'amitié mais c'est trop cher, 

Il y a le mépris, C'est un péché. 

Comment tuer l'amant d'sa femme 

Quand on a reçu comme moi La croix d'honneur 

Chez les bonnes sœurs ? 
Et bien qu'il réalise ce que cette situation de ménage à trois peut avoir d'humiliant : « Bien sûr je dors dans le garage, bien sûr ils dorment dans mon lit, bien sûr c'est moi qui fais l'ménage, [...], Comme je n'ai pas l'courage, De l'insulter tout l'temps, Il dit que l'amour me rend lâche, Comme il est en chômage, Il dit en me frappant, Que l'amour le rend imprévoyant [...], Bien sûr je leur fais la cuisine, Je bats les chiens et les tapis, Le soir je leur chante Nuits de Chine, Mais qui n'a pas ses p'tits soucis ? », il en conclut que finalement cet homicide n'est nullement nécessaire, car après tout : 
Pourquoi tuer l'amant d'sa femme, 

Puisque c'est à cause de moi qu'il est un peu vérolé ? 

Pourquoi tuer l'amant d'ma femme, 

Puisque c'est à cause de moi qu'il est pénicilliné ?
(paroles Jacques Brel)

## Postérité
Le titre est détourné en 2014 par un journaliste de La Libre Belgique pour illustrer une chronique judiciaire : un procès correctionnel à Namur de coups et blessures dans un contexte de rivalité sexuelle.